# Retak
Retak (malajski: Bukit Retak), jedno je od najvećih brda koje dijele Mukim Amo, okrug Temburong u Bruneju i diviziju Limbang, država Sarawak u Maleziji.

## Opis
Brdo Retak nalazi se sjeverno od brda Pagon s visinom od 1,618 metara, i jedno je od najvećih brda u Bruneju. Šuma prekriva brdo, na kojem ima kvarcitnih stijena i metamorfiziranih siltinata.

## Povijest
Ključni tim ekspedicije poslan je u šume oko Tembikaija i brda Retak 1978. Početkom osamdesetih godina prošlog stoljeća znalo se da se na brdu nalaze ose Netelia harmani. Leptiri Papilio acheron su također pronađeni na planini.